# Тервель
Тервель (болг. Тервел, в византийских источниках греч. Τερβελισ), также Изот — хан Болгарии из династии Дуло с приблизительно 700 по 721 год. Сын хана Аспаруха. Также носил титул цезаря, что стало прецедентом в истории. Вероятно, был христианином, подобно своему деду — хану Кубрату.

## Биография

### Имя
Имя Тервель, как и имя Изот имеют неясную этимологию, вероятно связанную протоболгарским происхождением носителя. Похожее имя в записи Trebel, восходящей, вероятно, к 784 году, зафиксировано в книге монастыря святого Петра в Зальцбурге.

### Союз с Юстинианом II
После смерти Аспаруха Тервель принял болгарский престол. Экс-император Византии Юстиниан II находился к тому времени под защитой хазар в бывшей столице Великой Болгарии — городе Фанагория. Византийский император Апсимар упросил хазарского кагана выдать ему Юстиниана II живым или мёртвым. Оставив жену, в 704 году Юстиниан II на лодке добрался до Дуная и решил просить болгарского хана о помощи:
Здесь послал он Стефана к Тервелию, владетелю Болгарии, просить содействия, чтобы возвратить ему свой наследственный престол, и за это обещал ему великие дары, обещал выдать за него дочь свою. Тервелий обещался во всём повиноваться ему и содействовать, с честью принял Стефана [принял Юстиниана II с почестями] и двинул все подвластные ему народы болгар и славян. В следующем году они с полным вооружением прибыли в царствующий град.Летопись Феофана Исповедника
Юстиниан II, вероятно, также домогался одновременно помощи болгар, которые были под предводительством хана Кубера, четвёртого сына хана Кубрата. Они располагались на территориях современной Македонии, но по словам самого хана Тервеля:
мои дяди не поверили безносому императору и ушли в свои селения».
Болгарские войска остановились у стен византийской столицы. Три дня они вели переговоры, но получали в ответ только оскорбления. Видя такое положение, Юстиниан II тайно вошёл в город и смог воцариться в Константинополе при помощи своих сторонников.
В сём году Юстиниан II опять принял царство и, щедро одаривши Тервелия и подаривши ему царские утвари, с миром отпустил его.Летопись Феофана Исповедника
В благодарность, кроме щедрого вознаграждения, хан получил титул цезаря, второй в византийской иерархии, что было первым случаем, когда такого звания удостоился иностранный правитель. Кроме этого, Тервель получил область Загоре на северо-востоке Фракии. Византия обязалась платить дань болгарам. Получая дань, Тервель бросал щит и кнут на землю и их полностью покрывали монетами, также он бросал копьё, которое полностью засыпали шёлковыми одеждами.
Тервель был торжественно принят в Константинополе и после празднования произнёс речь перед народом, находясь на одной из базилик Константинополя.
Юстиниан II также обещал выдать за Тервеля свою дочь — Анастасию. Но из источников не известно, состоялся ли этот брак.

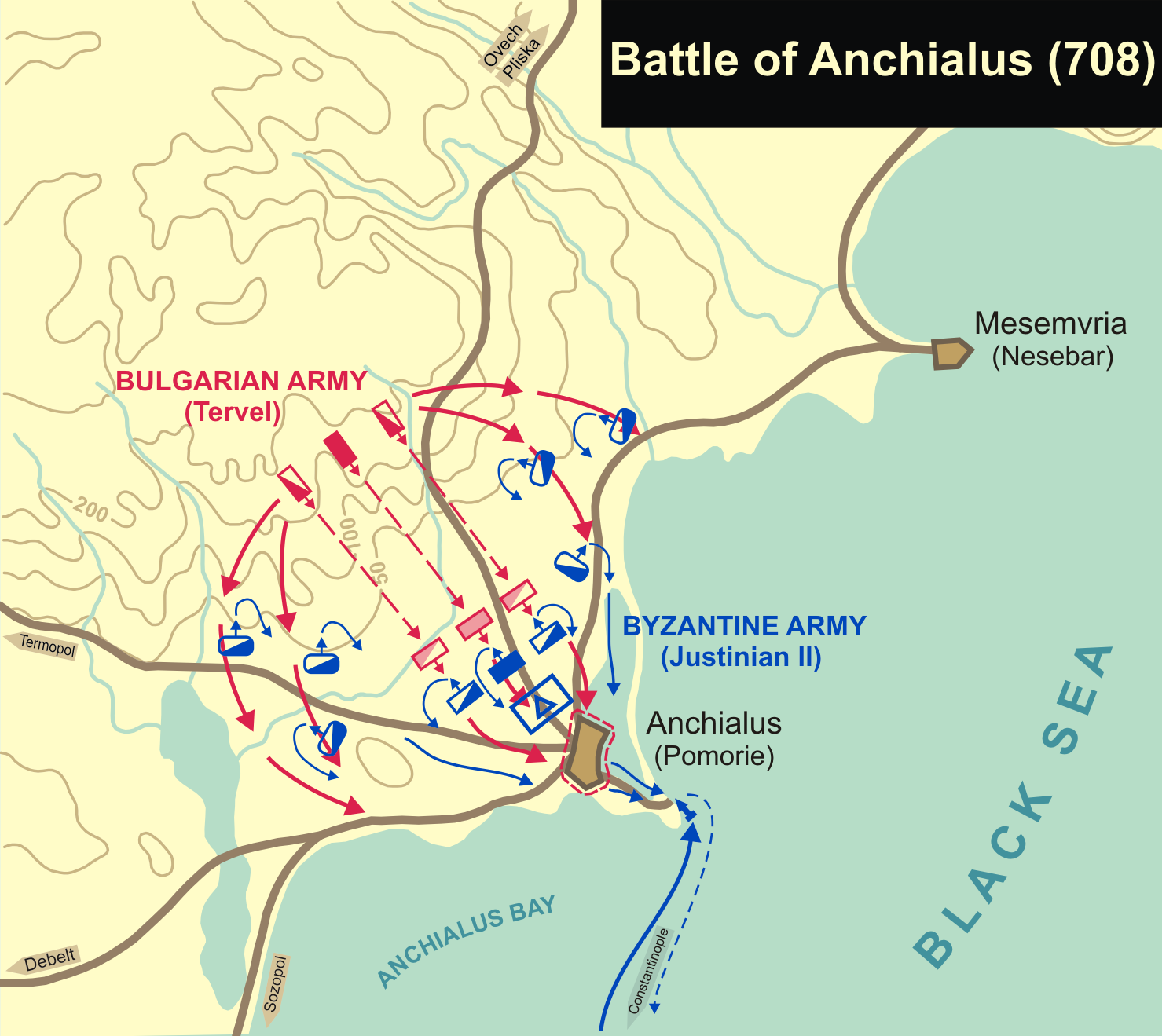
Битва при Анхиало, 708 год

Однако византийский император быстро забыл благодеяния Тервеля, и в 708 году хану Тервелю пришлось отражать византийское нападение в битве при Анхиало, что, однако, не привело к разрыву отношений между странами. Подробности раскрывает летописец Феофан Исповедник:
В сём году Юстиниан II нарушил мир между римлянами и болгарами и, переведя конные отряды во Фракию и вооруживши флот, пошёл против болгаров и Тервелия. Прибывши в Анхиалос, флот свой поставил против крепости, а коннице приказал сойти с гор неожиданно и без всякой осторожности. Между тем войско, как овцы, рассеялось по полям для собрания травы; дозоры болгарские с гор приметили беспорядок в римской коннице, и, как звери собравшись, вдруг напали на римское стадо и много взяли пленных и лошадей, и оружий, не считая убитых. Юстиниан II, укрывшись в крепости с прочими оставшимися, на три дня запер ворота. Но, видя упорство болгар, сам первый подрезал жилы у своей лошади и других заставил то же сделать. Потом, вместо трофеев прибивши к стенам оружие, ночью, севши на корабли, тайно отплыл и со стыдом возвратился в город.Летопись Феофана Исповедника
В 711 году Юстиниан II снова впал в немилость, так как против него взбунтовалось войско и императором был объявлен Филиппик Вардан. Юстиниану II снова пришлось просить Тервеля о помощи, но Тервель на этот раз выслал ему лишь трёхтысячный отряд, который не успел изменить ситуацию в лучшую для императора сторону. Захватив власть, Филиппик Вардан предложил болгарам мирно уйти, а Юстиниан II был убит.

### Война с Византией

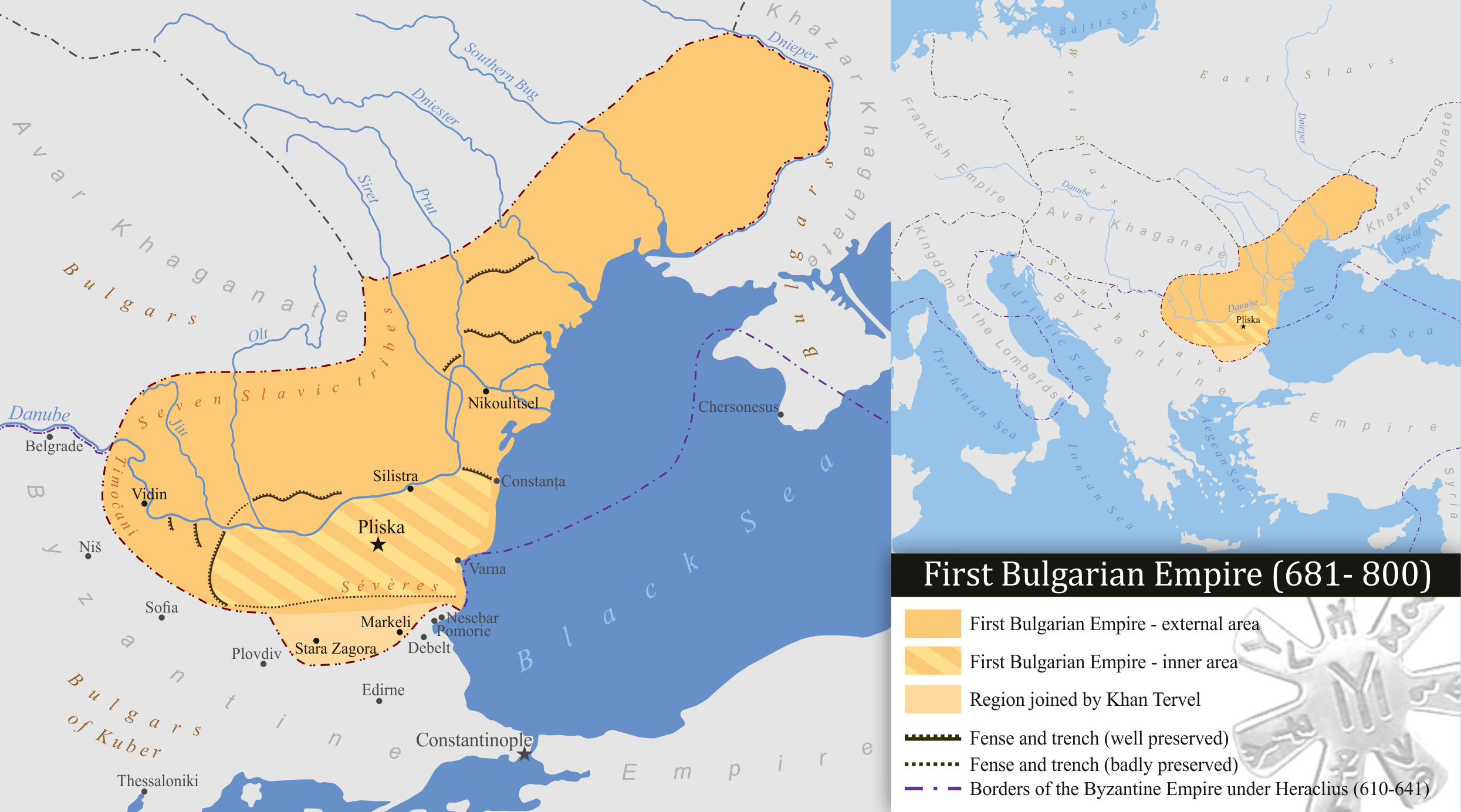
Болгарское государство (681—800)

В 712 году после свержения Юстиниана II Тервель совершил набег на территорию Византии. Болгарские войска дошли до Босфора, а потом до ворот Константинополя. С богатой добычей они вернулись назад в Болгарию. О дальнейших военных походах неизвестно, но в 716 году император Феодосий III (715—717) был вынужден заключить мирный договор с Болгарией.
Договор урегулировал границы, также предусматривал ежегодную выплату болгарам дани, свободу торговли и обмен пленными. 4 основных пункта:
- Была точно определена граница между государствами, в болгарскую территорию включалась область Загоре.
- Византия обязывалась платить дань, состоящую из одежд, золота и красной кожи стоимостью 30 литров серебра. Одежда из красной кожи была символом императорского величия, фактически Тервель обязал Византию платить дань, образно говоря, гардеробом византийского императора.
- Обе стороны обязались передавать друг другу политических беглых. Этот пункт имел большое значение для византийского императора, так как Тервель покровительствовал различным претендентам на византийский престол.
- Товар на вывоз обязательно должен иметь пломбы и печати, а иначе подлежал конфискации[5].

Вероятно, в договоре существовал пункт о военном сотрудничестве. Это неизвестно, однако хан Тервель пришёл на помощь Константинополю, осаждённому арабами в 717/718 годах.

### Война с арабами

#### Осада Константинополя
25 марта 717 года император Лев III занял византийский престол, дав начало Исаврийской династии. Летом того же года Маслама, брат халифа Сулеймана, перешёл Дарданеллы и блокировал Константинополь на суше огромной 100-тысячной армией. Флот арабского полководца имел в составе 1000 кораблей. Египетские моряки-христиане, дезертировавшие с арабского флота, дали ценную информацию о намерениях арабов. С помощью секретного оружия «греческий огонь» удалось уничтожить большую часть арабских кораблей.
В 717/718 годах император Лев III попросил помощи у хана Тервеля, который в результате выступил против арабов. Ещё в начале осады Константинополя хан Тервель неожиданно появился в тылу арабов, и большая часть сухопутного войска была уничтожена. Зима 718 года была суровой — целых 100 дней земля была покрыта снегом. Арабы проявили упрямство, и им пришлось ограждать себя 2 рвами — одним против византийцев (с юга — со стороны города), а вторым против болгар (с севера). Арабы решили уничтожить болгарскую армию, но их нападение было неуспешно.
Морская блокада Константинополя была снята 15 августа 718 года. По возвращении арабский флот попал в сильный ураган, мало кораблей добрались обратно в Сирию.
Победа болгар и византийцев, а также победа короля франков Карла Мартелла над войсками Абдур-Рахмана ибн Абдаллаха при Пуатье в 732 году, остановили экспансию арабов в Европе.

#### Помощь Анастасию II
Бывший византийский император Анастасий II вовлёк часть аристократов в заговор с целью свержения императора Льва III. Советники Анастасия II посоветовали ему просить помощи у болгарского хана Тервеля, имевшего авторитет человека, способного довести до успешного конца любое начинание. Тервель принял Анастасия II, дал ему людей и оказал огромную финансовую помощь, дав 50 кентенариев золота, что составляло 7200 номизмов или 360 000 золотых монет. Тем временем Лев III отправил письмо хану, в котором заклинал его соблюдать мирный договор.

### Мадарский всадник
Учёными доказано, что в годы правления был построен археологический памятник Мадарский всадник. Наиболее достоверным считается предположение, что высеченный всадник в скале изображает самого хана Тервеля. Под всадником высечены так называемые Мадарские надписи, — исторические документы, описывающие историю Болгарского государства в период между 705 и 801 годами. Надписи сделаны на греческом. Памятник является одним из наиболее значимых в Болгарии и объявлен одним из девяти объектов в Болгарии, включённых в список Всемирного наследия ЮНЕСКО.
Первая из Мадарских надписей рассказывает о правлении хана Тервеля. Она описывает события 705 года, когда хан Тервель помог Юстиниану II вернуть себе престол Византии. Вероятно, после знаменательной победы и провозглашения его цезарем Тервель приказал построить памятник.

### Другие сведения о хане Тервеле
Согласно Именнику болгарских ханов Тервель правил 21 год, то есть конец его правления относится к 721 году.
Автор «Истории славяно-болгарской» святой Паисий Хилендарский пишет, что после того, как хан Тервель отказался от престола, он принял монашеский постриг под именем Феоктист и поселился в монастыре около Охрида, где мирно окончил жизнь. Святой Паисий Хилендарский также пишет, что хан Тервель был первым болгарским святым, однако из-за неразвитой письменности болгары не отдали должной чести ему и не оставили письменных доказательств и церковных служб, за что Паисий укоряет болгар.
В подтверждение этого есть убедительные доказательства. Дед Тервеля, хан Кубрат, был христианином. В 1972 году была найдена свинцовая печать с надписью на греческом языке: «Богородице помогай кесарю Тервелю». На лицевой части печати нанесено изображение хана Тервеля. Печать, по-видимому, относится к событиям 705 года, когда Тервель получил титул цезаря или кесаря.

## Документальные фильмы
- «Болгары», документальный фильм, режиссёр и сценарист П. Петков, оператор Кр. Михайлов. Производство bTV. 2006 год, Болгария.